# Melchior Wathelet (ur. 1977)
Melchior H.N. Wathelet (ur. 30 września 1977 w Verviers) – belgijski i waloński prawnik i polityk, od 2008 do 2014 sekretarz stanu w rządzie federalnym, w 2014 wicepremier i minister spraw wewnętrznych.

## Życiorys
Jego ojciec, Melchior Wathelet, przez wiele lat był czynnym politykiem, pełnił funkcje premiera Walonii i ministra na szczeblu federalnym.
Melchior Wathelet Junior ukończył studia prawnicze na Université catholique de Louvain, kształcił się również na University of Southampton. W 2002 podjął praktykę adwokacką w ramach palestry miasta Liège. Zaangażował się w działalność Centrum Demokratyczno-Humanistycznego, frankofońskiej partii chadeckiej. W 2003 i 2007 z jej ramienia był wybierany w skład Izby Reprezentantów. Wkrótce został wiceprzewodniczącym cdH i przewodniczącym frakcji poselskiej swojego ugrupowania. W 2006 został także radnym swojej rodzinnej miejscowości.
W marcu 2008 objął urząd sekretarza stanu ds. budżetu i polityki rodzinnej w wielopartyjnym rządzie Yves'a Leterme. W gabinecie Hermana Van Rompuya powołanym w grudniu tego samego roku został sekretarzem stanu ds. budżetu, polityki rodzinnej i azylowej oraz imigracji. W kolejnym rządzie utworzonym w listopadzie 2009 pod przywództwem Yves'a Leterme pozostał na stanowisku sekretarza stanu ds. budżetu. W przedterminowych wyborach w 2010 ponownie wybrany do Izby Reprezentantów, mandat utrzymał również w 2014. W grudniu 2011 został sekretarzem stanu ds. klimatu, energii i mobilności w rządzie, na czele którego stanął Elio Di Rupo. W lipcu 2014 przeszedł na stanowisko wicepremiera i ministra spraw wewnętrznych, zastępując Joëlle Milquet. Zakończył urzędowanie w październiku tego samego roku.
Przeszedł później do sektora prywatnego, w 2017 został prezesem przedsiębiorstwa zarządzającego torem wyścigowym Spa-Francorchamps.